# 문천식
문천식(1977년 2월 11일 ~ )은 대한민국의 개그맨이자 배우이다.

## 생애
문천식은 1977년 2월 11일 경기도 화성군 반월면(현재 안산시)에서 3남매 중 막내로 태어났다. 1999년 문화방송 10기 공채 개그맨으로 정식 데뷔하였다. 데뷔 초 MBC TV 코미디 하우스에서 고명환과 함께 콤비로 활동하였으며, 2003년 정준하와 함께 노브레인 서바이벌로 활동하였다. 이후 2004년부터는 배우와 홈쇼핑 쇼호스트로 활동하고 있다.

## 학력
- 서울예술대학 연극과

## 경력
- 1999년 : MBC 10기 공채 개그맨

## 출연작

### 드라마
- 2002년 코미디TV 시트콤 《란제리》 ... 속옷 회사 디자이너 역
- 2004년 MBC 주말연속극 《장미의 전쟁》... 노천수 역
- 2004년 KBS2 월화드라마 《오! 필승 봉순영》 ... 봉진표 역
- 2005년 KBS2 단막극 《드라마시티 - 아빠 돈 내세요》 ... 신병호 역
- 2005년 KBS1 TV소설 《바람꽃》 ... 신문수 역
- 2005년 KBS2 월화드라마 《그녀가 돌아왔다》 ... 조감독 역
- 2006년 KBS2 수목드라마 《황진이》 ... 덕팔 역
- 2007년 KBS2 월화드라마 《헬로! 애기씨》 ... 장 대리 역
- 2007년 KBS1 TV소설 《그대의 풍경》 ... 공상철 역
- 2007년 KBS2 단막극 《KBS 드라마시티 - 그 남자가 그린 것》 ... 양실장 역
- 2008년 KBS2 대하드라마 《대왕세종》 ... 전일지 역
- 2008년 MBC 아침드라마 《흔들리지마》 ... 장필식 역
- 2011년 SBS 수목드라마 《싸인》 ... 안성진 역
- 2011년 SBS 주말극장 《내사랑 내곁에》 ... 봉우동 역
- 2011년 SBS 특집드라마 《위대한 선물》 ... 담임 역
- 2011년 KBS2 단막극 《KBS 드라마 스페셜 - 휴먼 카지노》 ... 일식 역
- 2011년 MBC 토요드라마 《심야병원》 ... 오진만 역
- 2012년 TV조선 수목드라마 《프로포즈 대작전》 ... 유별남 역
- 2014년 SBS 아침연속극 《나만의 당신》 ... 오광달 역
- 2014년 MBC 아침드라마 《폭풍의 여자》 ... 심리치료사 역
- 2015년 SBS 일일연속극 《돌아온 황금복》 ... 오말식 역
- 2016년 SBS Plus 금요드라마 《유부녀의 탄생》 ... 팀장님 역
- 2024년 KBS2 주말드라마 《미녀와 순정남》 ... 김성수 역

### 영화
- 2004년 : 《신석기 블루스》 ... 포장마차 사내 역
- 2008년 : 《환상기담》

### 연극
- 2006년 : 《아트》
- 2012년 : 《슬픈대호》

### 뮤지컬
- 2009년 : 《헤어스프레이》 ... 에드나 역

### 예능
- 2000년 MBC 《코미디하우스》
- 2017년 MBC 《미스터리 음악쇼 복면가왕》 - 태양을 피하고 싶어. 파라솔. (참가자)
- 2020년 KBS 《해피투게더》 - 67 회 게스트

### 교양
- 2002년 EBS 《와우! 미디어 탐험》 - 고명환과 함께 진행
- 2023년 MBC 《생방송 행복드림 로또 6/45》 - 게스트 1076회

### 라디오
- 2017년 MBC 표준FM : 《지금은 라디오 시대》 - DJ

### 광고
- 2003년 LG유플러스 08217 (케이블 텔레비전 광고)

## 홍보대사
- 2023년 9월 대한사회복지회 홍보대사 위촉

## 수상
- 2000년 : MBC 방송연예대상 코미디부문 남자 신인상
- 2001년 : MBC 방송연예대상 코미디부문 남자 우수상
- 2017년 : MBC 방송연예대상 라디오부문 남자 신인상 《정선희, 문천식의 지금은 라디오 시대》
- 2021년 MBC 방송연예대상 라디오부문 남자 우수상